# Peltoforum
Peltoforum (Peltophorum (Vogel) Benth.) – rodzaj roślin z rodziny bobowatych (Fabaceae) z podrodziny brezylkowych (Caesalpinioideae). Obejmuje 7 gatunków. Występują na wszystkich kontynentach w strefie tropikalnej i subtropikalnej; dwa rosną w Ameryce Południowej (na wschód od Andów) i na Antylach, jeden w Afryce i reszta w południowo-wschodniej Azji, z czego jeden sięga do północnej Australii. Różne gatunki są szeroko rozprzestrzenione w uprawie i rosną jako introdukowane niemal w całej strefie międzyzwrotnikowej. Są to drzewa tropikalnych lasów suchych i wilgotnych lasów nizinnych (rzadziej górskich), formacji związanych z brzegami mórz – namorzynami, lasami nizin zalewowych oraz formacjami zaroślowymi i widnych lasów przechodzących w sawanny.
Rozpowszechnione są w uprawie jako rośliny ozdobne i cieniodajne (zwłaszcza peltoforum oskrzydlone). Wykorzystywane są poza tym jako rośliny barwierskie i lecznicze. Drewno wykorzystywane jest w stolarstwie i jako opałowe. Liście służą jako pasza dla zwierząt domowych. Ze względu na wysoką zawartość białek (ok. 44%) nasiona P. dubium uznawane są za potencjalnie wartościowe pożywienie także dla ludzi.
Nazwa rodzaju utworzona została z greckich słów pelte i phoros oznaczających „tarcza” i „noszę”, w nawiązaniu do tarczowatego kształtu znamienia na szczycie słupka.

## Morfologia

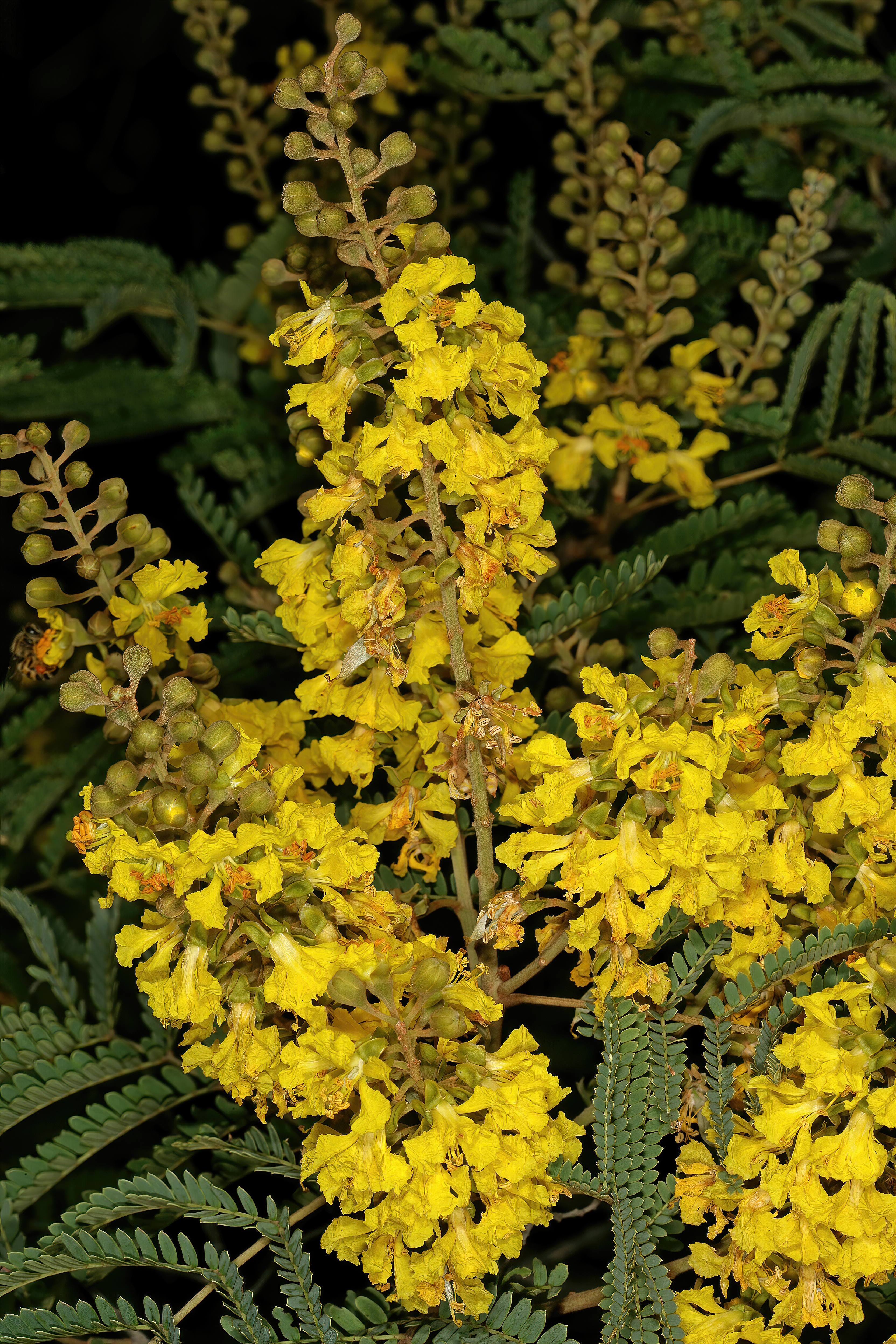
Peltophorum africanum

PokrójDrzewa o pędach bez kolców.
LiścieSezonowe, podwójnie pierzastozłożone, z naprzeciwległymi odcinkami drugiego rzędu i z licznymi, siedzącymi listkami.
KwiatyObupłciowe, zebrane w grona i wiechy wyrastające szczytowo na pędach i z kątów liści. Podsadki są niewielkie, trwałe lub odpadające, przysadek brak. Działek kielicha jest pięć i są podobne do siebie. Płatki korony są okazałe, żółte, dachówkowato zachodzące na siebie. Pręcików jest 10, ich nitki są wolne, nieco dłuższe od korony i szczeciniasto owłosione u nasady. Zalążnia siedząca, z dwoma lub większą liczbą zalążków. Szyjka słupka nitkowata, długa, zwieńczona okazałym, tarczowatym lub główkowatym znamieniem.
OwoceLancetowato-podługowate, rzadziej silnie wydłużone strąki, ścieśnione bocznie i oskrzydlone, zawierające od 2 do 8 nasion.

## Systematyka
Pozycja systematyczna

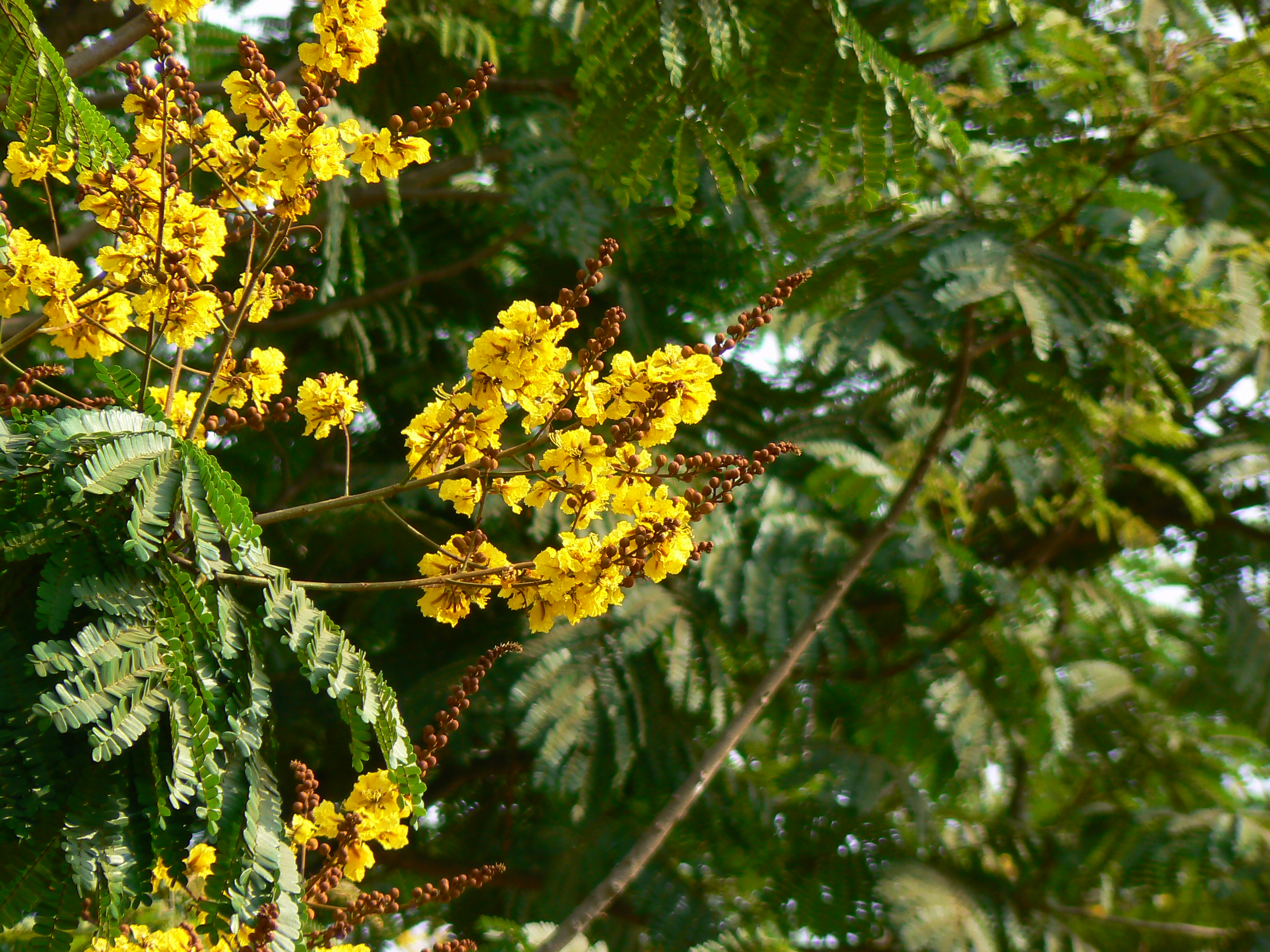
Peltoforum oskrzydlone

Rodzaj z rodziny bobowatych Fabaceae, a w jej obrębie z podrodziny brezylkowych Caesalpinioideae i plemienia Caesalpinieae. Blisko spokrewnione rodzaje zwane są od tego rodzaju grupą Peltophorum.
Wykaz gatunków
- Peltophorum africanum Sond.
- Peltophorum dasyrhachis (Miq.) Kurz
- Peltophorum dubium (Spreng.) Taub.
- Peltophorum grande Prain
- Peltophorum pterocarpum (DC.) Backer ex K.Heyne – peltoforum oskrzydlone
- Peltophorum racemosum Merr.
- Peltophorum venezuelense L.Cárdenas, Rodr.-Rodr. & Varela